# Guinn Williams
Guinn Williams, nato Guinn Terrell Williams Jr., detto Big Boy (Decatur, 26 aprile 1899 – Hollywood, 6 giugno 1962), è stato un attore statunitense.

## Biografia
Figlio del democratico Guinn Williams (1871-1948), senatore del Texas e membro del Congresso degli Stati Uniti, Williams Jr. frequentò il North Texas State College e prestò servizio durante la prima guerra mondiale come ufficiale dell'esercito. Successivamente si dedicò alla carriera sportiva, eccellendo nel baseball e nel polo, e guadagnandosi il soprannome di "Big Boy" per la sua alta statura e la sua corporatura atletica.
Avvicinatosi al mondo del cinema grazie a Will Rogers, che lo introdusse nell'ambiente e gli diede il soprannome, Williams fece il suo debutto sullo schermo nella commedia Almost A Husband (1919), interpretata da Rogers e Cullen Landis. Dopo numerosi ruoli secondari durante gli anni venti, prevalentemente in pellicole di genere western in cui si distinse per le sue doti umoristiche, ottenne il ruolo di protagonista nel dramma My Man (1928), in cui recitò accanto alla star di Broadway Fanny Brice, e fu accanto a Janet Gaynor e Charles Farrell nel film romantico La stella della fortuna (1929) di Frank Borzage. 
Per tutti gli anni trenta Williams proseguì la carriera cinematografica in ruoli di supporto, in film come Polly of the Circus (1932), accanto a Marion Davies e Clark Gable, Passeggiata d'amore (1934), con Dick Powell e Ruby Keeler, La piccola ribelle (1935), con Shirley Temple e John Boles. Fu protagonista di numerosi B movie western, recitando spesso accanto ad attori come Hoot Gibson e Harry Carey. Apparve in alcuni grandi film drammatici di successo del decennio, come Sono innocente (1937) di Fritz Lang, accanto a Henry Fonda e Sylvia Sidney, È nata una stella (1937) di William A. Wellman, con Fredric March e Janet Gaynor, e La grande città (1938) di Frank Borzage, con Spencer Tracy e Luise Rainer.
Nel 1944 recitò accanto al giovane Robert Mitchum nel western Nevada, basato su un romanzo d'avventura di Zane Grey. Durante gli anni quaranta apparve in numerosi altri western e fu accanto a Errol Flynn ne I pascoli dell'odio (1940) e Carovana d'eroi (1940), Robert Taylor e Brian Donlevy in Terra selvaggia (1941), Randolph Scott e Glenn Ford in Desperados (1943), primo film in Technicolor della Columbia Pictures, Dick Powell e Jane Greer ne La città della paura (1948).
Fu attivo anche negli anni cinquanta, rimanendo una presenza fissa in molti western come La maschera di fango (1952), accanto a Gary Cooper, e La pistola non basta (1956), in cui recitò con Anthony Quinn. Apparve in numerose serie televisive come Gunsmoke, Cheyenne e Carovane verso il West, ed ebbe un ruolo ricorrente nella serie Corky, il ragazzo del circo (1956-1957). Concluse la carriera tornando a recitare con Robert Mitchum nel drammatico A casa dopo l'uragano (1960) e affiancando John Wayne nei western La battaglia di Alamo (1960) e I comanceros (1961).

## Vita privata
Fu sposato con tre attrici, la prima delle quali fu la star del cinema muto Kathleen Collins. Il secondo matrimonio fu con Barbara Weeks, interprete di B movie. La sua ultima moglie fu Dorothy Peterson, con cui fu sposato dal 1943 fino alla morte, avvenuta il 6 giugno 1962, all'età di 63 anni, per insufficienza renale acuta. È sepolto al Forest Lawn Memorial Park di Los Angeles.

## Filmografia parziale

### Cinema
- Cupid the Cowpuncher, regia di Clarence G. Badger (1920)
- Blaze Away, regia di William Hughes Curran (1922)
- Black Cyclone, regia di Fred Jackman (1925)
- Lo studente (Brown of Harvard), regia di Jack Conway (1926)
- Quarantined Rivals, regia di Archie Mayo (1927)
- Il demone dell'Arizona (Arizona Bound), regia di John Waters (1927)
- La vedova del collegio (The College Widow), regia di Archie Mayo (1927)
- Ladies' Night in a Turkish Bath, regia di Edward F. Cline (1928)
- Schiavo di Venere (Vamping Venus), regia di Edward F. Cline (1928)
- L'arca di Noè (Noah's Ark), regia di Michael Curtiz (1928)
- My Man, regia di Archie Mayo (1928)
- The Forward Pass, regia di Edward F. Cline (1929)
- Il nostro pane quotidiano (City Girl), regia di Friedrich Wilhelm Murnau (1930)
- College Lovers, regia di John G. Adolfi (1930)
- The Phantom, regia di Alan James (1931)
- Polly of the Circus, regia di Alfred Santell (1932)
- You Said a Mouthful, regia di Lloyd Bacon (1932)
- Man of the Forest, regia di Henry Hathaway (1933)
- Rafter Romance, regia di William A. Seiter (1933)
- College Coach, regia di William A. Wellman (1933)
- Palooka, regia di Benjamin Stoloff (1934)
- Marinai all'erta (Here Comes the Navy), regia di Lloyd Bacon (1934)
- Thunder Over Texas, regia di Edgar G. Ulmer (1934)
- Passeggiata d'amore (Flirtation Walk), regia di Frank Borzage (1934)
- Il treno fantasma (The Silver Streak), regia di Thomas Atkins (1934)
- Mondi privati (Private Worlds), regia di Gregory La Cava (1935)
- La piccola ribelle (The Littlest Rebel), regia di David Butler (1935)
- North of Nome, regia di William Nigh (1936)
- Sono innocente (You Only Live Once), regia di Fritz Lang (1937)
- È nata una stella (A Star Is Born), regia di William A. Wellman (1937)
- La grande città (Big City), regia di Frank Borzage (1937)
- You and Me, regia di Fritz Lang (1938)
- Il prode faraone (Professor Beware), regia di Elliott Nugent (1938)
- Army Girl, regia di George Nichols Jr. (1938)
- Gli avventurieri (Dodge City), regia di Michael Curtiz (1939)
- 6,000 Enemies, regia di George B. Seitz (1939)
- L'ultimo ricatto (Blackmail), regia di H.C. Potter (1939)
- I fucilieri delle Argonne (The Fighting 69th), regia di William Keighley (1940)
- Il castello sull'Hudson (Castle on the Hudson), regia di Anatole Litvak (1940)
- Carovana d'eroi (Virginia City), regia di Michael Curtiz (1940)
- Dulcy, regia di S. Sylvan Simon (1940)
- I pascoli dell'odio (Santa Fe Trail), regia di Michael Curtiz (1940)
- Terra selvaggia (Billy the Kid), regia di David Miller (1941)
- L'inarrivabile felicità (You'll Never Get Rich), regia di Sidney Lanfield (1941)
- La palude della morte (Swamp Water), regia di Jean Renoir (1941)
- Frutto acerbo (Between Us Girls), regia di Henry Koster (1942)
- Rivalità (Silver Queen), regia di Lloyd Bacon (1942)
- Terra di conquista (American Empire), regia di William C. McGann (1942)
- Desperados (The Desperadoes), regia di Charles Vidor (1943)
- Hands Across the Border, regia di Joseph Kane (1944)
- Cowboy and the Senorita, regia di Joseph Kane (1944)
- La bella dello Yukon (Belle of the Yukon), regia di William A. Seiter (1944)
- The Man Who Walked Alone, regia di Christy Cabanne (1945)
- Song of the Prairie, regia di Ray Nazarro (1945)
- Throw a Saddle on a Star, regia di Ray Nazarro (1946)
- Cowboy Blues, regia di Ray Nazarro (1946)
- La città della paura (Station West), regia di Sidney Lanfield (1948)
- I banditi della città fantasma (Bad Men of Tombstone), regia di Kurt Neumann (1949)
- Il grande agguato (Brimstone), regia di Joseph Kane (1949)
- Hoedown, regia di Ray Nazarro (1950)
- Il 7º Lancieri carica (Rocky Mountain), regia di William Keighley (1950)
- I quattro cavalieri dell'Oklahoma (Al Jennings of Oklahoma), regia di Ray Nazarro (1951)
- Il cavaliere del deserto (Man in the Saddle), regia di André De Toth (1951)
- La maschera di fango (Springfield Rifle), regia di André De Toth (1952)
- Il nodo del carnefice (Hangman's Knot), regia di Roy Huggins (1952)
- I pionieri della California (Southwest Passage), regia di Ray Nazarro (1954)
- Agguato al grande canyon (Massacre Canyon), regia di Fred F. Sears (1954)
- The Outlaw's Daughter, regia di Wesley Barry (1954)
- L'imboscata selvaggia (Hidden Guns), regia di Albert C. Gannaway (1956)
- La pistola non basta (Man from Del Rio), regia di Harry Horner (1956)
- Impiccagione all'alba (The Hired Gun), regia di Ray Nazarro (1957)
- A casa dopo l'uragano (Home from the Hill), regia di Vincente Minnelli (1960)
- La battaglia di Alamo (The Alamo), regia di John Wayne (1960)
- I comanceros (The Comancheros), regia di Michael Curtiz (1961)

### Televisione
- Corky, il ragazzo del circo (Circus Boy) – serie TV, 35 episodi (1956-1957)
- Gunsmoke – serie TV, episodio 2x22 (1957)
- Cheyenne – serie TV, episodio 3x02 (1957)
- Sugarfoot – serie TV, episodio 1x10 (1957)
- Le avventure di Rin Tin Tin (The Adventures of Rin Tin Tin) – serie TV, episodio 4x17 (1957)
- Tales of Wells Fargo – serie TV, episodio 3x14 (1958)
- Carovane verso il West (Wagon Train) – serie TV, episodio 2x28 (1959)
- The Restless Gun – serie TV, episodio 2x34 (1959)

## Doppiatori italiani
Nelle versioni in italiano delle opere in cui ha recitato, Guinn "Big Boy" Williams è stato doppiato da:
- Cesare Polacco ne I fucilieri delle Argonne, I pascoli dell'odio, Il cavaliere del deserto
- Gualtiero De Angelis in Desperados
- Amilcare Pettinelli ne La città della paura
- Nino Bonanni ne La maschera di fango, A casa dopo l'uragano